# Microprocessori AMD Opteron
Opteron è un microprocessore x86 AMD64 prodotto da AMD per il mercato server e workstation in competizione con Intel Xeon e Itanium.

## Descrizione
Tutti gli Opteron per socket 940 e 939 sono marchiati con un numero di modello (model number) a tre cifre espresso nella forma Opteron XYY. Gli Opteron per i socket successivi adottano, invece, un numero di modello a quattro cifre nella forma Opteron XZYY. Per gli Opteron di prima, seconda e terza generazione, la prima cifra (X) indica il numero di CPU supportate dal sistema di riferimento:
- 1 - Progettato per sistemi a singolo processore
- 2 - Progettato per sistemi a due processori
- 8 - Progettato per sistemi a 4 o 8 processori

Per gli Opteron su socket F, AM2, AM2+ e AM3 la seconda cifra (Z) rappresenta la generazione del processore:
- 2 - dual core, DDR2
- 3 - quad core, DDR2
- 4 - sei core, DDR2

Gli Opteron su socket C32 e G34 adottano, invece, un nuovo schema a quattro cifre. La prima cifra (X) indica sempre il numero di CPU supportate dal sistema di riferimento, ma con una differente nomenclatura:
- 4 - Progettato per sistemi a singolo e doppio processore
- 6 - Progettato per sistemi a due e quattro processori

La seconda cifra (Z) indica la generazione del processore: 1 si riferisce ai modelli basati sull'architettura K10 (Magny-Cours and Lisbon) mentre il numero 2 sarà riservato ai modelli basati sull'architettura Bulldozer di prossima commercializzazione.
Per tutti i modelli, le cifre YY indicano la frequenza di clock relativa tra i processori di una data serie per cui a valori più alti corrispondono frequenze di funzionamento più elevate. L'indicazione numerica è comparabile esclusivamente tra CPU della medesima generazione e con il medesimo numero di core.
Il suffisso HE o EE indica, rispettivamente, i modelli ad alta efficienza ed efficienza energetica (high-efficiency e energy-efficient) con un profilo TDP più basso rispetto agli Opteron standard. Il suffisso SE indica invece i modelli top di gamma con un TDP superiore agli Opteron standard.
Tutti i modelli, inoltre, sono classificati dal produttore con un numero di serie alfanumerico univoco a 12-13 cifre (part number o OPN).

## Processori a singolo core

### Opteron serie 100 "SledgeHammer" (130 nm)
- Tutti i modelli supportano: MMX, SSE, SSE2, 3DNow! avanzato, NX bit, AMD64
- Tutti i modelli con OPN che finisce per AG supportano DDR SDRAM Registrata PC2700 o inferiore
- Tutti gli altri modelli supportano DDR SDRAM Registrata PC3200 o inferiore
- Tutti i modelli supportano solo configurazioni a singolo processore

| Numero modello       | Freq.   | Cache L2 | HT      | Molt. | Voltaggio | TDP    | Socket     | Introduzione     | Numero di serie   |
| -------------------- | ------- | -------- | ------- | ----- | --------- | ------ | ---------- | ---------------- | ----------------- |
| B3 & C0 & CG         |         |          |         |       |           |        |            |                  |                   |
| Opteron 140          | 1.4 GHz | 1 MB     | 800 MHz | 7x    | 1.55      | 84.7 W | Socket 940 | 30 giugno 2003   | OSA140CCO5AG (B3) |
| Opteron 140          | 1.4 GHz | 1 MB     | 800 MHz | 7x    | 1.50      | 82.1 W | Socket 940 | 9 settembre 2003 | OSA140CEP5AK (C0) |
| Opteron 140          | 1.4 GHz | 1 MB     | 800 MHz | 7x    | 1.50      | 82.1 W | Socket 940 | 18 maggio 2004   | OSA140CEP5AT (CG) |
| Opteron 142          | 1.6 GHz | 1 MB     | 800 MHz | 8x    | 1.55      | 84.7 W | Socket 940 | 30 giugno 2003   | OSA142CCO5AG (B3) |
| Opteron 142          | 1.6 GHz | 1 MB     | 800 MHz | 8x    | 1.50      | 82.1 W | Socket 940 | 9 settembre 2003 | OSA142CEP5AK (C0) |
| Opteron 142          | 1.6 GHz | 1 MB     | 800 MHz | 8x    | 1.50      | 82.1 W | Socket 940 | 18 maggio 2004   | OSA142CEP5AT (CG) |
| Opteron 144          | 1.8 GHz | 1 MB     | 800 MHz | 9x    | 1.55      | 84.7 W | Socket 940 | 30 giugno 2003   | OSA144CCO5AG (B3) |
| Opteron 144          | 1.8 GHz | 1 MB     | 800 MHz | 9x    | 1.50      | 82.1 W | Socket 940 | 9 settembre 2003 | OSA144CEP5AK (C0) |
| Opteron 144          | 1.8 GHz | 1 MB     | 800 MHz | 9x    | 1.50      | 82.1 W | Socket 940 | 18 maggio 2004   | OSA144CEP5AT (CG) |
| Opteron 146          | 2 GHz   | 1 MB     | 800 MHz | 10x   | 1.50      | 89 W   | Socket 940 | 9 settembre 2003 | OSA146CEP5AK (C0) |
| Opteron 146          | 2 GHz   | 1 MB     | 800 MHz | 10x   | 1.50      | 89 W   | Socket 940 | 18 maggio 2004   | OSA146CEP5AT (CG) |
| Opteron 148          | 2.2 GHz | 1 MB     | 800 MHz | 11x   | 1.50      | 89 W   | Socket 940 | 17 novembre 2003 | OSA148CEP5AK (C0) |
| Opteron 148          | 2.2 GHz | 1 MB     | 800 MHz | 11x   | 1.50      | 89 W   | Socket 940 | 18 maggio 2004   | OSA148CEP5AT (CG) |
| Opteron 150          | 2.4 GHz | 1 MB     | 800 MHz | 12x   | 1.50      | 89 W   | Socket 940 | 18 maggio 2004   | OSA150CEP5AT (CG) |
| CG, high-efficiency  |         |          |         |       |           |        |            |                  |                   |
| Opteron 146 HE       | 2 GHz   | 1 MB     | 800 MHz | 10x   | 1.30      | 55 W   | Socket 940 | 14 febbraio 2010 | OSK146CMP5AT (CG) |
| CG, energy-efficient |         |          |         |       |           |        |            |                  |                   |
| Opteron 140 EE       | 1.4 GHz | 1 MB     | 800 MHz | 7x    | 1.15      | 30 W   | Socket 940 | 14 febbraio 2010 | OSB140CSP5AT (CG) |

### Opteron serie 200 "SledgeHammer" (130 nm)
- Tutti i modelli supportano: MMX, SSE, SSE2, 3DNow! avanzato, NX bit, AMD64
- Tutti i modelli con OPN che finisce per AH supportano DDR SDRAM Registrata PC2700 o inferiore
- Tutti gli altri modelli supportano DDR SDRAM Registrata PC3200 o inferiore
- Tutti i modelli supportano configurazioni fino a due processori

| Numero modello       | Freq.   | Cache L2 | HT      | Molt. | Voltaggio | TDP    | Socket     | Introduzione     | Numero di serie   |
| -------------------- | ------- | -------- | ------- | ----- | --------- | ------ | ---------- | ---------------- | ----------------- |
| B3 & C0 & CG         |         |          |         |       |           |        |            |                  |                   |
| Opteron 240          | 1.4 GHz | 1 MB     | 800 MHz | 7x    | 1.55      | 84.7 W | Socket 940 | 22 aprile 2003   | OSA240CCO5AH (B3) |
| Opteron 240          | 1.4 GHz | 1 MB     | 800 MHz | 7x    | 1.50      | 82.1 W | Socket 940 | 5 agosto 2003    | OSA240CEP5AL (C0) |
| Opteron 240          | 1.4 GHz | 1 MB     | 800 MHz | 7x    | 1.50      | 82.1 W | Socket 940 | 18 maggio 2004   | OSA240CEP5AU (CG) |
| Opteron 242          | 1.6 GHz | 1 MB     | 800 MHz | 8x    | 1.55      | 84.7W  | Socket 940 | 22 aprile 2003   | OSA242CCO5AH (B3) |
| Opteron 242          | 1.6 GHz | 1 MB     | 800 MHz | 8x    | 1.50      | 82.1 W | Socket 940 | 5 agosto 2003    | OSA242CEP5AL (C0) |
| Opteron 242          | 1.6 GHz | 1 MB     | 800 MHz | 8x    | 1.50      | 82.1 W | Socket 940 | 18 maggio 2004   | OSA242CEP5AU (CG) |
| Opteron 244          | 1.8 GHz | 1 MB     | 800 MHz | 9x    | 1.55      | 84.7W  | Socket 940 | 22 aprile 2003   | OSA244CCO5AH (B3) |
| Opteron 244          | 1.8 GHz | 1 MB     | 800 MHz | 9x    | 1.50      | 82.1 W | Socket 940 | 5 agosto 2003    | OSA244CEP5AL (C0) |
| Opteron 244          | 1.8 GHz | 1 MB     | 800 MHz | 9x    | 1.50      | 82.1 W | Socket 940 | 18 maggio 2004   | OSA244CEP5AU (CG) |
| Opteron 246          | 2 GHz   | 1 MB     | 800 MHz | 10x   | 1.50      | 89 W   | Socket 940 | 5 agosto 2003    | OSA246CEP5AL (C0) |
| Opteron 246          | 2 GHz   | 1 MB     | 800 MHz | 10x   | 1.50      | 89 W   | Socket 940 | 18 maggio 2004   | OSA246CEP5AU (CG) |
| Opteron 248          | 2.2 GHz | 1 MB     | 800 MHz | 11x   | 1.50      | 89 W   | Socket 940 | 17 novembre 2003 | OSA248CEP5AL (C0) |
| Opteron 248          | 2.2 GHz | 1 MB     | 800 MHz | 11x   | 1.50      | 89 W   | Socket 940 | 18 maggio 2004   | OSA248CEP5AU (CG) |
| Opteron 250          | 2.4 GHz | 1 MB     | 800 MHz | 12x   | 1.50      | 89 W   | Socket 940 | 18 maggio 2004   | OSA250CEP5AU (CG) |
| CG, high-efficiency  |         |          |         |       |           |        |            |                  |                   |
| Opteron 246 HE       | 2 GHz   | 1 MB     | 800 MHz | 10x   | 1.30      | 55 W   | Socket 940 | 14 febbraio 2004 | OSK246CMP5AU (CG) |
| CG, energy-efficient |         |          |         |       |           |        |            |                  |                   |
| Opteron 240 EE       | 1.4 GHz | 1 MB     | 800 MHz | 7x    | 1.15      | 30 W   | Socket 940 | 14 febbraio 2004 | OSB240CSP5AU (CG) |

### Opteron serie 800 "SledgeHammer" (130 nm)
- Tutti i modelli supportano: MMX, SSE, SSE2, 3DNow! avanzato, NX bit, AMD64
- Tutti i modelli con OPN che finisce per AI supportano DDR SDRAM Registrata PC2700 o inferiore
- Tutti gli altri modelli supportano DDR SDRAM Registrata PC3200 o inferiore
- Tutti i modelli supportano configurazioni fino a otto processori

| Numero modello       | Freq.   | Cache L2 | HT      | Molt. | Voltaggio | TDP    | Socket     | Introduzione     | Numero di serie   |
| -------------------- | ------- | -------- | ------- | ----- | --------- | ------ | ---------- | ---------------- | ----------------- |
| B3 & C0 & CG         |         |          |         |       |           |        |            |                  |                   |
| Opteron 840          | 1.4 GHz | 1 MB     | 800 MHz | 7x    | 1.55      | 84.7 W | Socket 940 | 30 giugno 2003   | OSA840CCO5AI (B3) |
| Opteron 840          | 1.4 GHz | 1 MB     | 800 MHz | 7x    | 1.50      | 82.1 W | Socket 940 | 9 settembre 2003 | OSA840CEP5AM (C0) |
| Opteron 840          | 1.4 GHz | 1 MB     | 800 MHz | 7x    | 1.50      | 82.1 W | Socket 940 | 18 maggio 2004   | OSA840CEP5AV (CG) |
| Opteron 842          | 1.6 GHz | 1 MB     | 800 MHz | 8x    | 1.55      | 84.7 W | Socket 940 | 30 giugno 2003   | OSA842CCO5AI (B3) |
| Opteron 842          | 1.6 GHz | 1 MB     | 800 MHz | 8x    | 1.50      | 82.1 W | Socket 940 | 9 settembre 2003 | OSA842CEP5AM (C0) |
| Opteron 842          | 1.6 GHz | 1 MB     | 800 MHz | 8x    | 1.50      | 82.1 W | Socket 940 | 18 maggio 2004   | OSA842CEP5AV (CG) |
| Opteron 844          | 1.8 GHz | 1 MB     | 800 MHz | 9x    | 1.55      | 84.7 W | Socket 940 | 30 giugno 2003   | OSB844CCO5AI (B3) |
| Opteron 844          | 1.8 GHz | 1 MB     | 800 MHz | 9x    | 1.50      | 82.1 W | Socket 940 | 9 settembre 2003 | OSA844CEP5AM (C0) |
| Opteron 844          | 1.8 GHz | 1 MB     | 800 MHz | 9x    | 1.50      | 82.1 W | Socket 940 | 18 maggio 2004   | OSA844CEP5AV (CG) |
| Opteron 846          | 2 GHz   | 1 MB     | 800 MHz | 10x   | 1.50      | 89 W   | Socket 940 | 9 settembre 2003 | OSA846CEP5AM (C0) |
| Opteron 846          | 2 GHz   | 1 MB     | 800 MHz | 10x   | 1.50      | 89 W   | Socket 940 | 18 maggio 2004   | OSA846CEP5AV (CG) |
| Opteron 848          | 2.2 GHz | 1 MB     | 800 MHz | 11x   | 1.50      | 89 W   | Socket 940 | 17 novembre 2003 | OSA848CEP5AM (C0) |
| Opteron 848          | 2.2 GHz | 1 MB     | 800 MHz | 11x   | 1.50      | 89 W   | Socket 940 | 18 maggio 2004   | OSA848CEP5AV (CG) |
| Opteron 850          | 2.4 GHz | 1 MB     | 800 MHz | 12x   | 1.50      | 89 W   | Socket 940 | 18 maggio 2004   | OSA850CEP5AV (CG) |
| CG, high-efficiency  |         |          |         |       |           |        |            |                  |                   |
| Opteron 846 HE       | 2 GHz   | 1 MB     | 800 MHz | 10x   | 1.30      | 55 W   | Socket 940 | 18 maggio 2004   | OSK846CMP5AV (CG) |
| CG, energy-efficient |         |          |         |       |           |        |            |                  |                   |
| Opteron 840 EE       | 1.4 GHz | 1 MB     | 800 MHz | 7x    | 1.15      | 30 W   | Socket 940 | 18 maggio 2004   | OSB840CSP5AV (CG) |

### Opteron serie 100 "Venus" (90 nm, socket 939)
- Tutti i modelli supportano: MMX, SSE, SSE2, SSE3, 3DNow! avanzato, NX bit, AMD64
- Tutti i modelli supportano DDR SDRAM non registrata (unbuffered) PC3200 o inferiore
- Tutti i modelli supportano solo configurazioni a singolo processore

| Numero modello | Freq.   | Cache L2 | HT    | Molt. | Voltaggio | TDP    | Socket     | Introduzione  | Numero di serie   |
| -------------- | ------- | -------- | ----- | ----- | --------- | ------ | ---------- | ------------- | ----------------- |
| E4 & E6        |         |          |       |       |           |        |            |               |                   |
| Opteron 144    | 1.8 GHz | 1 MB     | 1 GHz | 9x    | 1.35/1.4  | 85.3 W | Socket 939 | 2 agosto 2005 | OSA144DAA5BN (E4) |
| Opteron 144    | 1.8 GHz | 1 MB     | 1 GHz | 9x    | 1.35/1.4  | 67 W   | Socket 939 | 2 agosto 2005 | OSA144DAA5CF (E6) |
| Opteron 146    | 2 GHz   | 1 MB     | 1 GHz | 10x   | 1.35/1.4  | 67 W   | Socket 939 | 2 agosto 2005 | OSA146DAA5BN (E4) |
| Opteron 146    | 2 GHz   | 1 MB     | 1 GHz | 10x   | 1.35/1.4  | 67 W   | Socket 939 | 2 agosto 2005 | OSA146DAA5CF (E6) |
| Opteron 148    | 2.2 GHz | 1 MB     | 1 GHz | 11x   | 1.35/1.4  | 85.3 W | Socket 939 | 2 agosto 2005 | OSA148DAA5BN (E4) |
| Opteron 148    | 2.2 GHz | 1 MB     | 1 GHz | 11x   | 1.35/1.4  | 85.3 W | Socket 939 | 2 agosto 2005 | OSA148DAA5CF (E6) |
| Opteron 150    | 2.4 GHz | 1 MB     | 1 GHz | 12x   | 1.35/1.4  | 85.3 W | Socket 939 | 2 agosto 2005 | OSA150DAA5BN (E4) |
| Opteron 150    | 2.4 GHz | 1 MB     | 1 GHz | 12x   | 1.35/1.4  | 85.3 W | Socket 939 | 2 agosto 2005 | OSA150DAA5CF (E6) |
| Opteron 152    | 2.6 GHz | 1 MB     | 1 GHz | 13x   | 1.35/1.4  | 104 W  | Socket 939 | 2 agosto 2005 | OSA152DAA5BN (E4) |
| Opteron 152    | 2.6 GHz | 1 MB     | 1 GHz | 13x   | 1.35/1.4  | 104W   | Socket 939 | 2 agosto 2005 | OSA152DAA5CF (E6) |
| Opteron 154    | 2.8 GHz | 1 MB     | 1 GHz | 14x   | 1.35/1.4  | 104 W  | Socket 939 | 2 agosto 2005 | OSA154DAA5BN (E4) |
| Opteron 156    | 3 GHz   | 1 MB     | 1 GHz | 15x   | 1.35/1.4  | 104 W  | Socket 939 | Maggio 2006   | OSA156DAA5BN (E4) |

### Opteron serie 100 "Venus" (90 nm, socket 940)
- Tutti i modelli supportano: MMX, SSE, SSE2, SSE3, 3DNow! avanzato, NX bit, AMD64
- Tutti i modelli supportano DDR SDRAM non registrata (unbuffered) PC3200 o inferiore
- Tutti i modelli supportano solo configurazioni a singolo processore

| Numero modello      | Freq.   | Cache L2 | HT    | Molt. | Voltaggio | TDP    | Socket     | Introduzione  | Numero di serie                     |
| ------------------- | ------- | -------- | ----- | ----- | --------- | ------ | ---------- | ------------- | ----------------------------------- |
| E4 & D4             |         |          |       |       |           |        |            |               |                                     |
| Opteron 142         | 1.6 GHz | 1 MB     | 1 GHz | 8x    | 1.35/1.4  | 67 W   | Socket 940 | Dicembre 2004 | OSA142FAA5BK (E4)                   |
| Opteron 144         | 1.8 GHz | 1 MB     | 1 GHz | 9x    | 1.35/1.4  | 67 W   | Socket 940 | Dicembre 2004 | OSA144FAA5BK (E4)                   |
| Opteron 146         | 2 GHz   | 1 MB     | 1 GHz | 10x   | 1.35/1.4  | 67 W   | Socket 939 | Dicembre 2004 | OSA146FAA5BK (E4) OSA146FIK5BB (D4) |
| Opteron 148         | 2.2 GHz | 1 MB     | 1 GHz | 11x   | 1.35/1.4  | 85.3 W | Socket 940 | Dicembre 2004 | OSA148FAA5BK (E4)                   |
| Opteron 150         | 2.4 GHz | 1 MB     | 1 GHz | 12x   | 1.35/1.4  | 85.3 W | Socket 940 | Dicembre 2004 | OSA150FAA5BK (E4)                   |
| Opteron 152         | 2.6 GHz | 1 MB     | 1 GHz | 13x   | 1.35/1.4  | 104 W  | Socket 940 | Dicembre 2004 | OSA152FAA5BK (E4)                   |
| Opteron 154         | 2.8 GHz | 1 MB     | 1 GHz | 14x   | 1.35/1.4  | 104 W  | Socket 940 | Dicembre 2004 | OSA154FAA5BK (E4)                   |
| E4, high-efficiency |         |          |       |       |           |        |            |               |                                     |
| Opteron 148 HE      | 2.2 GHz | 1 MB     | 1 GHz | 11x   | 1.35/1.4  | 55 W   | Socket 940 | Dicembre 2004 | OSK148FAA5BK                        |

### Opteron serie 200 "Troy" (90 nm)
- Tutti i modelli supportano: MMX, SSE, SSE2, SSE3, 3DNow! avanzato, NX bit, AMD64
- Tutti i modelli supportano DDR SDRAM registrata PC3200 o inferiore
- Tutti i modelli supportano configurazioni fino a due processori

| Numero modello      | Freq.   | Cache L2 | HT    | Molt. | Voltaggio | TDP         | Socket     | Introduzione     | Numero di serie                      |
| ------------------- | ------- | -------- | ----- | ----- | --------- | ----------- | ---------- | ---------------- | ------------------------------------ |
| E4 & D4             |         |          |       |       |           |             |            |                  |                                      |
| Opteron 242         | 1.6 GHz | 1 MB     | 1 GHz | 8x    | 1.35/1.4  | 85.3 W      | Socket 940 | Dicembre 2004    | OSA242FAA5BL (E4)                    |
| Opteron 244         | 1.8 GHz | 1 MB     | 1 GHz | 9x    | 1.35/1.4  | 85.3 W      | Socket 940 | Dicembre 2004    | OSA244FAA5BL (E4)                    |
| Opteron 246         | 2 GHz   | 1 MB     | 1 GHz | 10x   | 1.35/1.4  | 85.3 W 67 W | Socket 940 | Dicembre 2004    | OSA246FAA5BL (E4) OSA246FIK5BC (D4)? |
| Opteron 248         | 2.2 GHz | 1 MB     | 1 GHz | 11x   | 1.35/1.4  | 85.3 W 67 W | Socket 940 | Dicembre 2004    | OSA248FAA5BL (E4) OSA248FIK5BC (D4)? |
| Opteron 250         | 2.4 GHz | 1 MB     | 1 GHz | 12x   | 1.35/1.4  | 85.3 W 68 W | Socket 940 | Dicembre 2004    | OSA250FAA5BL (E4) OSP250FAA5BL (E4)? |
| Opteron 252         | 2.6 GHz | 1 MB     | 1 GHz | 13x   | 1.35/1.4  | 92.6 W 68 W | Socket 940 | 14 febbraio 2005 | OSA252FAA5BL (E4) OSP252FAA5BL (E4)? |
| Opteron 254         | 2.8 GHz | 1 MB     | 1 GHz | 14x   | 1.35/1.4  | 92.6 W 68 W | Socket 940 | Agosto 2005      | OSA254FAA5BL (E4) OSP254FAA5BL (E4)? |
| Opteron 256         | 3 GHz   | 1 MB     | 1 GHz | 15x   | 1.35/1.4  | 92.6 W      | Socket 940 | Aprile 2006      | OSA256FAA5BL (E4)                    |
| E4, high-efficiency |         |          |       |       |           |             |            |                  |                                      |
| Opteron 246 HE      | 2 GHz   | 1 MB     | 1 GHz | 10x   | 1.35/1.4  | 55 W        | Socket 940 | Marzo 2005       | OSK246FAA5BL (E4)                    |
| Opteron 248 HE      | 2.2 GHz | 1 MB     | 1 GHz | 11x   | 1.35/1.4  | 55 W        | Socket 940 | Marzo 2005       | OSK248FAA5BL (E4)                    |
| Opteron 250 HE      | 2.4 GHz | 1 MB     | 1 GHz | 12x   | 1.35/1.4  | 55 W        | Socket 940 | Marzo 2005       | OSK250FAA5BL (E4)                    |

### Opteron serie 800 "Athens" (90 nm)
- Tutti i modelli supportano: MMX, SSE, SSE2, SSE3, 3DNow! avanzato, NX bit, AMD64
- Tutti i modelli supportano DDR SDRAM registrata PC3200 o inferiore
- Tutti i modelli supportano configurazioni fino a otto processori

| Numero modello      | Freq.   | Cache L2 | HT    | Molt. | Voltaggio | TDP         | Socket     | Introduzione     | Numero di serie                      |
| ------------------- | ------- | -------- | ----- | ----- | --------- | ----------- | ---------- | ---------------- | ------------------------------------ |
| E4 & D4             |         |          |       |       |           |             |            |                  |                                      |
| Opteron 842         | 1.6 GHz | 1 MB     | 1 GHz | 8x    | 1.35/1.4  | 85.3 W      | Socket 940 | Dicembre 2004    | OSA842FAA5BM (E4)                    |
| Opteron 844         | 1.8 GHz | 1 MB     | 1 GHz | 9x    | 1.35/1.4  | 85.3 W      | Socket 940 | Dicembre 2004    | OSA844FAA5BM (E4)                    |
| Opteron 846         | 2 GHz   | 1 MB     | 1 GHz | 10x   | 1.35/1.4  | 85.3 W 67 W | Socket 940 | Dicembre 2004    | OSA846FAA5BM (E4) OSA846FIK5BD (E4)? |
| Opteron 848         | 2.2 GHz | 1 MB     | 1 GHz | 11x   | 1.35/1.4  | 85.3 W      | Socket 940 | Dicembre 2004    | OSA848FAA5BM (E4)                    |
| Opteron 850         | 2.4 GHz | 1 MB     | 1 GHz | 12x   | 1.35/1.4  | 85.3 W      | Socket 940 | Dicembre 2004    | OSA850FAA5BM (E4)                    |
| Opteron 852         | 2.6 GHz | 1 MB     | 1 GHz | 13x   | 1.35/1.4  | 92.6 W 68 W | Socket 940 | 14 febbraio 2005 | OSA852FAA5BM (E4) OSP852FAA5BM (E4)? |
| Opteron 854         | 2.8 GHz | 1 MB     | 1 GHz | 14x   | 1.35/1.4  | 92.6 W 68 W | Socket 940 | Agosto 2005      | OSA854FAA5BM (E4) OSP854FAA5BM (E4)? |
| Opteron 856         | 3 GHz   | 1 MB     | 1 GHz | 15x   | 1.35/1.4  | 92.6 W      | Socket 940 | Aprile 2006      | OSA856FAA5BM (E4)                    |
| E4, high-efficiency |         |          |       |       |           |             |            |                  |                                      |
| Opteron 846 HE      | 2 GHz   | 1 MB     | 1 GHz | 10x   | 1.35/1.4  | 55 W        | Socket 940 | Marzo 2005       | OSK846FAA5BM (E4)                    |
| Opteron 848 HE      | 2.2 GHz | 1 MB     | 1 GHz | 11x   | 1.35/1.4  | 55 W        | Socket 940 | Marzo 2005       | OSK848FAA5BM (E4)                    |
| Opteron 850 HE      | 2.4 GHz | 1 MB     | 1 GHz | 12x   | 1.35/1.4  | 55 W        | Socket 940 | Marzo 2005       | OSK850FAA5BM (E4)                    |

## Processori a due core

### Opteron serie 100 "Denmark" (90 nm)
- Tutti i modelli supportano: MMX, SSE, SSE2, SSE3, 3DNow! avanzato, NX bit, AMD64
- Tutti i modelli supportano DDR SDRAM non registrata (unbuffered) PC3200 o inferiore
- Tutti i modelli supportano solo configurazioni a singolo processore

| Numero modello | Freq.   | Cache L2 | HT    | Molt. | Voltaggio | TDP  | Socket     | Introduzione      | Numero di serie |
| -------------- | ------- | -------- | ----- | ----- | --------- | ---- | ---------- | ----------------- | --------------- |
| E6             |         |          |       |       |           |      |            |                   |                 |
| Opteron 165    | 1.8 GHz | 2x 1 MB  | 1 GHz | 9x    | 1.35/1.3  | 110W | Socket 939 | 2 agosto 2005     | OSA165DAA6CD    |
| Opteron 170    | 2 GHz   | 2x 1 MB  | 1 GHz | 10x   | 1.35/1.3  | 110W | Socket 939 | 2 agosto 2005     | OSA170DAA6CD    |
| Opteron 175    | 2.2 GHz | 2x 1 MB  | 1 GHz | 11x   | 1.35/1.3  | 110W | Socket 939 | 2 agosto 2005     | OSA175DAA6CD    |
| Opteron 180    | 2.4 GHz | 2x 1 MB  | 1 GHz | 12x   | 1.35/1.3  | 110W | Socket 939 | 26 settembre 2005 | OSA180DAA6CD    |
| Opteron 185    | 2.6 GHz | 2x 1 MB  | 1 GHz | 13x   | 1.35/1.3  | 110W | Socket 939 | 6 marzo 2006      | OSA185DAA6CD    |

### Opteron serie 200 "Italy" (90 nm)
- Tutti i modelli supportano: MMX, SSE, SSE2, SSE3, 3DNow! avanzato, NX bit, AMD64
- Tutti i modelli supportano DDR SDRAM registrata PC3200 o inferiore
- Tutti i modelli supportano configurazioni fino a due processori

| Numero modello      | Freq.   | Cache L2 | HT    | Molt. | Voltaggio | TDP  | Socket     | Introduzione      | Numero di serie |
| ------------------- | ------- | -------- | ----- | ----- | --------- | ---- | ---------- | ----------------- | --------------- |
| E6                  |         |          |       |       |           |      |            |                   |                 |
| Opteron 265         | 1.8 GHz | 2x 1 MB  | 1 GHz | 9x    | 1.3/1.35  | 95 W | Socket 940 | 31 maggio 2005    | OSA265FAA6CB    |
| Opteron 265         | 1.8 GHz | 2x 1 MB  | 1 GHz | 9x    | 1.25      | 68 W | Socket 940 | 2005              | OSP265FAA6CB    |
| Opteron 270         | 2 GHz   | 2x 1 MB  | 1 GHz | 10x   | 1.3/1.35  | 95 W | Socket 940 | 31 maggio 2005    | OSA270FAA6CB    |
| Opteron 270         | 2 GHz   | 2x 1 MB  | 1 GHz | 10x   | 1.3/1.35  | 85 W | Socket 940 | 2005              | OST270FAA6CB    |
| Opteron 270         | 2 GHz   | 2x 1 MB  | 1 GHz | 10x   | 1.25      | 68 W | Socket 940 | 2005              | OSP270FAA6CB    |
| Opteron 275         | 2.2 GHz | 2x 1 MB  | 1 GHz | 11x   | 1.3/1.35  | 95 W | Socket 940 | 31 maggio 2005    | OSA275FAA6CB    |
| Opteron 275         | 2.2 GHz | 2x 1 MB  | 1 GHz | 11x   | 1.3/1.35  | 85 W | Socket 940 | 2005              | OST275FAA6CB    |
| Opteron 275         | 2.2 GHz | 2x 1 MB  | 1 GHz | 11x   | 1.25      | 68 W | Socket 940 | 2005              | OSP275FAA6CB    |
| Opteron 280         | 2.4 GHz | 2x 1 MB  | 1 GHz | 12x   | 1.3/1.35  | 95 W | Socket 940 | 26 settembre 2005 | OSA280FAA6CB    |
| Opteron 280         | 2.4 GHz | 2x 1 MB  | 1 GHz | 12x   | 1.3/1.35  | 85 W | Socket 940 | 2005              | OST280FAA6CB    |
| Opteron 280         | 2.4 GHz | 2x 1 MB  | 1 GHz | 12x   | 1.25      | 68 W | Socket 940 | 2005              | OSP280FAA6CB    |
| Opteron 285         | 2.6 GHz | 2x 1 MB  | 1 GHz | 13x   | 1.3/1.35  | 95 W | Socket 940 | 6 marzo 2006      | OSA285FAA6CB    |
| Opteron 285         | 2.6 GHz | 2x 1 MB  | 1 GHz | 13x   | 1.3/1.35  | 85 W | Socket 940 | 2006              | OST285FAA6CB    |
| Opteron 290         | 2.8 GHz | 2x 1 MB  | 1 GHz | 14x   | 1.3/1.35  | 95 W | Socket 940 | 2006              | OSA290FAA6CB    |
| E6, high-efficiency |         |          |       |       |           |      |            |                   |                 |
| Opteron 260 HE      | 1.6 GHz | 2x 1 MB  | 1 GHz | 8x    | 1.15/1.20 | 55 W | Socket 940 | 1º agosto 2005    | OSK260FAA6CB    |
| Opteron 265 HE      | 1.8 GHz | 2x 1 MB  | 1 GHz | 9x    | 1.15/1.20 | 55 W | Socket 940 | 1º agosto 2005    | OSK265FAA6CB    |
| Opteron 270 HE      | 2 GHz   | 2x 1 MB  | 1 GHz | 10x   | 1.15/1.20 | 55 W | Socket 940 | Dicembre 2005     | OSK270FAA6CB    |
| Opteron 275 HE      | 2.2 GHz | 2x 1 MB  | 1 GHz | 11x   | 1.15/1.20 | 55 W | Socket 940 | Febbraio 2006     | OSK275FAA6CB    |

### Opteron serie 800 "Egypt" (90 nm)
- Tutti i modelli supportano: MMX, SSE, SSE2, SSE3, 3DNow! avanzato, NX bit, AMD64
- Tutti i modelli supportano DDR SDRAM registrata PC3200 o inferiore
- Tutti i modelli supportano configurazioni fino a otto processori

| Numero modello      | Freq.   | Cache L2 | HT    | Molt. | Voltaggio | TDP  | Socket     | Introduzione      | Numero di serie    |
| ------------------- | ------- | -------- | ----- | ----- | --------- | ---- | ---------- | ----------------- | ------------------ |
| E1 & E6             |         |          |       |       |           |      |            |                   |                    |
| Opteron 865         | 1.8 GHz | 2x 1 MB  | 1 GHz | 9x    | 1.3/1.35  | 95 W | Socket 940 | Aprile 2005       | OSA865FKM6BS (E1)  |
| Opteron 865         | 1.8 GHz | 2x 1 MB  | 1 GHz | 9x    | 1.3/1.35  | 85 W | Socket 940 | 2005              | OST865FKQ6BS (E1)  |
| Opteron 865         | 1.8 GHz | 2x 1 MB  | 1 GHz | 9x    | 1.3/1.35  | 95 W | Socket 940 | 26 settembre 2005 | OSA865FAA6CC (E6)  |
| Opteron 865         | 1.8 GHz | 2x 1 MB  | 1 GHz | 9x    | 1.3/1.35  | 85 W | Socket 940 | 2005              | OST865FAA6CC (E6)  |
| Opteron 870         | 2 GHz   | 2x 1 MB  | 1 GHz | 10x   | 1.3/1.35  | 95 W | Socket 940 | Aprile 2005       | OSA870FKM6BS (E1)  |
| Opteron 870         | 2 GHz   | 2x 1 MB  | 1 GHz | 10x   | 1.3/1.35  | 85 W | Socket 940 | 2005              | OST870FKQ6BSS (E1) |
| Opteron 870         | 2 GHz   | 2x 1 MB  | 1 GHz | 10x   | 1.3/1.35  | 95 W | Socket 940 | 26 settembre 2005 | OSA870FAA6CC (E6)  |
| Opteron 870         | 2 GHz   | 2x 1 MB  | 1 GHz | 10x   | 1.3/1.35  | 85 W | Socket 940 | 2005              | OST870FAA6CC (E6)  |
| Opteron 875         | 2.2 GHz | 2x 1 MB  | 1 GHz | 11x   | 1.3/1.35  | 95 W | Socket 940 | Aprile 2005       | OSA875FKM6BS (E1)  |
| Opteron 875         | 2.2 GHz | 2x 1 MB  | 1 GHz | 11x   | 1.3/1.35  | 85 W | Socket 940 | 2005              | OST875FKQ6BS (E1)  |
| Opteron 875         | 2.2 GHz | 2x 1 MB  | 1 GHz | 11x   | 1.3/1.35  | 95 W | Socket 940 | 26 settembre 2005 | OSA875FAA6CC (E6)  |
| Opteron 875         | 2.2 GHz | 2x 1 MB  | 1 GHz | 11x   | 1.3/1.35  | 85 W | Socket 940 | 2005              | OST875FAA6CC (E6)  |
| Opteron 880         | 2.4 GHz | 2x 1 MB  | 1 GHz | 12x   | 1.3/1.35  | 95 W | Socket 940 | 26 settembre 2005 | OSA880FAA6CC (E6)  |
| Opteron 880         | 2.4 GHz | 2x 1 MB  | 1 GHz | 12x   | 1.3/1.35  | 85 W | Socket 940 | 2005              | OST880FAA6CC (E6)  |
| Opteron 885         | 2.6 GHz | 2x 1 MB  | 1 GHz | 13x   | 1.3/1.35  | 95 W | Socket 940 | 6 marzo 2006      | OSA885FAA6CC (E6)  |
| Opteron 885         | 2.6 GHz | 2x 1 MB  | 1 GHz | 13x   | 1.3/1.35  | 85 W | Socket 940 | 2006              | OST885FAA6CC (E6)  |
| Opteron 890         | 2.8 GHz | 2x 1 MB  | 1 GHz | 14x   | 1.3/1.35  | 95 W | Socket 940 | 2006              | OSA890FAA6CC (E6)  |
| E6, high-efficiency |         |          |       |       |           |      |            |                   |                    |
| Opteron 860 HE      | 1.6 GHz | 2x 1 MB  | 1 GHz | 8x    | 1.15/1.20 | 55 W | Socket 940 | 1º agosto 2005    | OSK860FAA6CC       |
| Opteron 865 HE      | 1.8 GHz | 2x 1 MB  | 1 GHz | 9x    | 1.15/1.20 | 55 W | Socket 940 | 1º agosto 2005    | OSK865FAA6CC       |
| Opteron 870 HE      | 2 GHz   | 2x 1 MB  | 1 GHz | 10x   | 1.15/1.20 | 55 W | Socket 940 | Dicembre 2005     | OSK870FAA6CC       |
| Opteron 875 HE      | 2.2 GHz | 2x 1 MB  | 1 GHz | 11x   | 1.15/1.20 | 55 W | Socket 940 | Febbraio 2006     | OSK875FAA6CC       |

### Opteron serie 1200 "Santa Ana" (90 nm)
- Tutti i modelli supportano: MMX, SSE, SSE2, SSE3, 3DNow! avanzato, NX bit, AMD64, AMD-V
- Tutti i modelli supportano DDR2 SDRAM non registrata (unbuffered) PC2-6400 o inferiore
- Tutti i modelli supportano solo configurazioni a singolo processore

| Numero modello       | Step.  | Freq.   | Cache L2 | HT    | Molt. | Voltaggio | TDP   | Socket | Introduzione   | Numero di serie                       |
| -------------------- | ------ | ------- | -------- | ----- | ----- | --------- | ----- | ------ | -------------- | ------------------------------------- |
| F2 & F3              |        |         |          |       |       |           |       |        |                |                                       |
| Opteron 1210         | F2, F3 | 1.8 GHz | 2x 1 MB  | 1 GHz | 9x    | 1.3/1.35  | 103 W | AM2    | 15 agosto 2006 | OSA1210IAA6CS (F2) OSA1210IAA6CZ (F3) |
| Opteron 1212         | F2, F3 | 2 GHz   | 2x 1 MB  | 1 GHz | 10x   | 1.3/1.35  | 103 W | AM2    | 15 agosto 2006 | OSA1212IAA6CS (F2) OSA1212IAA6CZ (F3) |
| Opteron 1214         | F2, F3 | 2.2 GHz | 2x 1 MB  | 1 GHz | 11x   | 1.3/1.35  | 103 W | AM2    | 15 agosto 2006 | OSA1214IAA6CS (F2) OSA1214IAA6CZ (F3) |
| Opteron 1216         | F2, F3 | 2.4 GHz | 2x 1 MB  | 1 GHz | 12x   | 1.3/1.35  | 103 W | AM2    | 15 agosto 2006 | OSA1216IAA6CS (F2) OSA1216IAA6CZ (F3) |
| Opteron 1218         | F2, F3 | 2.6 GHz | 2x 1 MB  | 1 GHz | 13x   | 1.3/1.35  | 103 W | AM2    | 15 agosto 2006 | OSA1218IAA6CS (F2) OSA1218IAA6CZ (F3) |
| Opteron 1220         | F3     | 2.8 GHz | 2x 1 MB  | 1 GHz | 14x   | 1.3/1.35  | 103 W | AM2    | Febbraio 2007  | OSA1220IAA6CZ (F3)                    |
| Opteron 1222         | F3     | 3 GHz   | 2x 1 MB  | 1 GHz | 15x   | 1.3/1.35  | 103 W | AM2    | 5 agosto 2007  | OSA1222IAA6CZ (F3)                    |
| Opteron 1220 SE      | F3     | 2.8 GHz | 2x 1 MB  | 1 GHz | 14x   | 1.35/1.40 | 125 W | AM2    | 15 agosto 2006 | OSX1220IAA6CS (F2) OSX1220IAA6CZ (F3) |
| Opteron 1222 SE      | F3     | 3 GHz   | 2x 1 MB  | 1 GHz | 15x   | 1.35/1.40 | 125 W | AM2    | 23 aprile 2007 | OSX1222IAA6CZ (F3)                    |
| Opteron 1224 SE      | F3     | 3.2 GHz | 2x 1 MB  | 1 GHz | 16x   | 1.35/1.40 | 125 W | AM2    | 5 agosto 2007  | OSX1224IAA6CZ (F3)                    |
| F3, high-efficiency  |        |         |          |       |       |           |       |        |                |                                       |
| Opteron 1210HE       | F3     | 1.8 GHz | 2x 1 MB  | 1 GHz | 9x    | 1.2/1.25  | 65 W  | AM2    | Febbraio 2007  | OSO1210IAA6CZ (F3)                    |
| Opteron 1212 HE      | F3     | 2 GHz   | 2x 1 MB  | 1 GHz | 10x   | 1.2/1.25  | 65 W  | AM2    | Febbraio 2007  | OSO1212IAA6CZ (F3)                    |
| Opteron 1214 HE      | F3     | 2.2 GHz | 2x 1 MB  | 1 GHz | 11x   | 1.2/1.25  | 65 W  | AM2    | Febbraio 2007  | OSO1214IAA6CZ (F3)                    |
| Opteron 1216 HE      | F3     | 2.4 GHz | 2x 1 MB  | 1 GHz | 12x   | 1.2/1.25  | 65 W  | AM2    | Febbraio 2007  | OSO1216IAA6CZ (F3)                    |
| Opteron 1218 HE      | F3     | 2.6 GHz | 2x 1 MB  | 1 GHz | 13x   | 1.2/1.25  | 65 W  | AM2    | Febbraio 2007  | OSO1218IAA6CZ (F3)                    |
| F3, energy-efficient |        |         |          |       |       |           |       |        |                |                                       |
| Opteron 1210 EE      | F3     | 1.8 GHz | 2x 1 MB  | 1 GHz | 9x    | 1.2       | 45 W  | AM2    | 15 agosto 2006 | OSH1210GAS6DGE (F3)                   |

### Opteron serie 2200 "Santa Rosa" (90 nm)
- Tutti i modelli supportano: MMX, SSE, SSE2, SSE3, 3DNow! avanzato, NX bit, AMD64, AMD-V
- Tutti i modelli supportano DDR2 SDRAM registrata PC2-5300 o inferiore
- Tutti i modelli supportano configurazioni fino a due processori

| Numero modello           | Step.  | Freq.   | Cache L2 | HT    | Molt. | Voltaggio   | TDP   | Socket   | Introduzione   | Numero di serie                       |
| ------------------------ | ------ | ------- | -------- | ----- | ----- | ----------- | ----- | -------- | -------------- | ------------------------------------- |
| F2 & F3                  |        |         |          |       |       |             |       |          |                |                                       |
| Opteron 2210             | F2, F3 | 1.8 GHz | 2x 1 MB  | 1 GHz | 9x    | 1.30/1.35   | 95 W  | Socket F | 15 agosto 2006 | OSA2210GAA6CQ (F2) OSA2210GAA6CX (F3) |
| Opteron 2212             | F2, F3 | 2 GHz   | 2x 1 MB  | 1 GHz | 10x   | 1.30/1.35   | 95 W  | Socket F | 15 agosto 2006 | OSA2212GAA6CQ (F2) OSA2212GAA6CX (F3) |
| Opteron 2214             | F2, F3 | 2.2 GHz | 2x 1 MB  | 1 GHz | 11x   | 1.30/1.35   | 95 W  | Socket F | 15 agosto 2006 | OSA2214GAA6CQ (F2) OSA2214GAA6CX (F3) |
| Opteron 2216             | F2, F3 | 2.4 GHz | 2x 1 MB  | 1 GHz | 12x   | 1.30/1.35   | 95 W  | Socket F | 15 agosto 2006 | OSA2216GAA6CQ (F2) OSA2216GAA6CX (F3) |
| Opteron 2218             | F2, F3 | 2.6 GHz | 2x 1 MB  | 1 GHz | 13x   | 1.30/1.35   | 95 W  | Socket F | 15 agosto 2006 | OSA2218GAA6CQ (F2) OSA2218GAA6CX (F3) |
| Opteron 2220             | F3     | 2.8 GHz | 2x 1 MB  | 1 GHz | 14x   | 1.30/1.35   | 95 W  | Socket F | Febbraio 2007  | OSA2220GAA6CX (F3)                    |
| Opteron 2222             | F3     | 3 GHz   | 2x 1 MB  | 1 GHz | 15x   | 1.30/1.35   | 95 W  | Socket F | 5 agosto 2007  | OSA2222GAA6CX (F3)                    |
| Opteron 2220 SE          | F2, F3 | 2.8 GHz | 2x 1 MB  | 1 GHz | 14x   | 1.325/1.375 | 119 W | Socket F | 15 agosto 2006 | OSY2220GAA6CQ (F2) OSY2220GAA6CX (F3) |
| Opteron 2222 SE          | F3     | 3 GHz   | 2x 1 MB  | 1 GHz | 15x   | 1.325/1.375 | 119 W | Socket F | 23 aprile 2007 | OSY2222GAA6CX (F3)                    |
| Opteron 2224 SE          | F3     | 3.2 GHz | 2x 1 MB  | 1 GHz | 16x   | 1.325/1.375 | 119 W | Socket F | 5 agosto 2007  | OSY2224GAA6CX (F3)                    |
| F2 & F3, high-efficiency |        |         |          |       |       |             |       |          |                |                                       |
| Opteron 2208 HE          | F3     | 1.8 GHz | 2x 512KB | 1 GHz | 9x    | 1.2/1.25    | 68 W  | Socket F | 15 agosto 2006 | OSP2208GAA5CXE (F3)                   |
| Opteron 2210 HE          | F2, F3 | 1.8 GHz | 2x 1 MB  | 1 GHz | 9x    | 1.20/1.25   | 68 W  | Socket F | 15 agosto 2006 | OSP2210GAA6CQ (F2) OSP2210GAA6CX (F3) |
| Opteron 2212 HE          | F2, F3 | 2 GHz   | 2x 1 MB  | 1 GHz | 10x   | 1.20/1.25   | 68 W  | Socket F | 15 agosto 2006 | OSP2212GAA6CQ (F2) OSP2212GAA6CX (F3) |
| Opteron 2214 HE          | F2, F3 | 2.2 GHz | 2x 1 MB  | 1 GHz | 11x   | 1.20/1.25   | 68 W  | Socket F | 15 agosto 2006 | OSP2214GAA6CQ (F2) OSP2214GAA6CX (F3) |
| Opteron 2216 HE          | F2, F3 | 2.4 GHz | 2x 1 MB  | 1 GHz | 12x   | 1.20/1.25   | 68 W  | Socket F | 15 agosto 2006 | OSP2216GAA6CQ (F2) OSP2216GAA6CX (F3) |
| Opteron 2218 HE          | F3     | 2.6 GHz | 2x 1 MB  | 1 GHz | 13x   | 1.20/1.25   | 68 W  | Socket F | Febbraio 2007  | OSP2218GAA6CX (F3)                    |
| F3, energy-efficient     |        |         |          |       |       |             |       |          |                |                                       |
| Opteron 2210 EE          | F3     | 1.8 GHz | 2x 1 MB  | 1 GHz | 9x    | 1.2         | 45 W  | Socket F | 15 agosto 2006 | OSH2210GAS6CXE (F3)                   |

### Opteron serie 8200 "Santa Rosa" (90 nm)
- Tutti i modelli supportano: MMX, SSE, SSE2, SSE3, 3DNow! avanzato, NX bit, AMD64, AMD-V
- Tutti i modelli supportano DDR2 SDRAM registrata PC2-5300 o inferiore
- Tutti i modelli supportano configurazioni fino a otto processori

| Numero modello           | Step.  | Freq.   | Cache L2 | HT    | Molt. | Voltaggio   | TDP   | Socket   | Introduzione   | Numero di serie                       |
| ------------------------ | ------ | ------- | -------- | ----- | ----- | ----------- | ----- | -------- | -------------- | ------------------------------------- |
| F2 & F3                  |        |         |          |       |       |             |       |          |                |                                       |
| Opteron 8212             | F2, F3 | 2 GHz   | 2x 1 MB  | 1 GHz | 10x   | 1.30/1.35   | 95 W  | Socket F | 15 agosto 2006 | OSA8212GAA6CR (F2) OSA8212GAA6CY (F3) |
| Opteron 8214             | F2, F3 | 2.2 GHz | 2x 1 MB  | 1 GHz | 11x   | 1.30/1.35   | 95 W  | Socket F | 15 agosto 2006 | OSA8214GAA6CR (F2) OSA8214GAA6CY (F3) |
| Opteron 8216             | F2, F3 | 2.4 GHz | 2x 1 MB  | 1 GHz | 12x   | 1.30/1.35   | 95 W  | Socket F | 15 agosto 2006 | OSA8216GAA6CR (F2) OSA8216GAA6CY (F3) |
| Opteron 8218             | F2, F3 | 2.6 GHz | 2x 1 MB  | 1 GHz | 13x   | 1.30/1.35   | 95 W  | Socket F | 15 agosto 2006 | OSA8218GAA6CR (F2) OSA8218GAA6CY (F3) |
| Opteron 8220             | F3     | 2.8 GHz | 2x 1 MB  | 1 GHz | 14x   | 1.30/1.35   | 95 W  | Socket F | Febbraio 2007  | OSA8220GAA6CY (F3)                    |
| Opteron 8222             | F3     | 3 GHz   | 2x 1 MB  | 1 GHz | 15x   | 1.30/1.35   | 95 W  | Socket F | 5 agosto 2007  | OSA8222GAA6CY (F3)                    |
| Opteron 8220 SE          | F2, F3 | 2.8 GHz | 2x 1 MB  | 1 GHz | 14x   | 1.325/1.375 | 120 W | Socket F | 15 agosto 2006 | OSY8220GAA6CR (F2) OSY8220GAA6CY (F3) |
| Opteron 8222 SE          | F3     | 3 GHz   | 2x 1 MB  | 1 GHz | 15x   | 1.325/1.375 | 120 W | Socket F | 23 aprile 2007 | OSY8222GAA6CY (F3)                    |
| Opteron 8224 SE          | F3     | 3.2 GHz | 2x 1 MB  | 1 GHz | 16x   | 1.325/1.375 | 120 W | Socket F | 5 agosto 2007  | OSY8224GAA6CY (F3)                    |
| F2 & F3, high-efficiency |        |         |          |       |       |             |       |          |                |                                       |
| Opteron 8212 HE          | F2, F3 | 2 GHz   | 2x 1 MB  | 1 GHz | 10x   | 1.20/1.25   | 68 W  | Socket F | 15 agosto 2006 | OSP8212GAA6CR (F2) OSP8212GAA6CY (F3) |
| Opteron 8214 HE          | F2, F3 | 2.2 GHz | 2x 1 MB  | 1 GHz | 11x   | 1.20/1.25   | 68 W  | Socket F | 15 agosto 2006 | OSP8214GAA6CR (F2) OSP8214GAA6CY (F3) |
| Opteron 8216 HE          | F2, F3 | 2.4 GHz | 2x 1 MB  | 1 GHz | 12x   | 1.20/1.25   | 68 W  | Socket F | 15 agosto 2006 | OSP8216GAA6CR (F2) OSP8216GAA6CY (F3) |
| Opteron 8218 HE          | F3     | 2.6 GHz | 2x 1 MB  | 1 GHz | 13x   | 1.20/1.25   | 68 W  | Socket F | Febbraio 2007  | OSP8218GAA6CY (F3)                    |
| F3, energy-efficient     |        |         |          |       |       |             |       |          |                |                                       |
| Opteron 8210 EE          | F3     | 1.8 GHz | 2x 1 MB  | 1 GHz | 9x    | 1.2         | 45 W  | Socket F | 15 agosto 2006 | OSH8210GAS6CYE (F3)                   |

## Processori a quattro core

### Opteron serie 1300 "Budapest" (65 nm)
- Tutti i modelli supportano: MMX, SSE, SSE2, SSE3, SSE4a, 3DNow! avanzato, NX bit, AMD64, AMD-V (SVN & Rapid Virtualization Indexing)
- Tutti i modelli supportano DDR2 SDRAM non registrata (unbuffered) PC2-6400 o inferiore
- Tutti i modelli supportano solo configurazioni a singolo processore
- Lo stepping B2 presenta un bug al Translation Lookaside Buffer (TLB Bug 298) che affligge anche altri processori della famiglia Phenom

| Numero modello | Step. | Freq.   | Cache L2  | Cache L3 | HT      | Molt. | Voltaggio | ACP  | TDP  | Socket | Introduzione | Numero di serie |
| -------------- | ----- | ------- | --------- | -------- | ------- | ----- | --------- | ---- | ---- | ------ | ------------ | --------------- |
| B2, B3         |       |         |           |          |         |       |           |      |      |        |              |                 |
| Opteron 1352   | B2    | 2.1 GHz | 4x 512 KB | 2 MB     | 1.8 GHz | 10.5x | 1.20      | 75 W | 95 W | AM2+   | 2008         | OS1352WBJ4BGD   |
| Opteron 1352   | B3    | 2.1 GHz | 4x 512 KB | 2 MB     | 2 GHz   | 10.5x | 1.20      | 75 W | 95 W | AM2+   | Aprile 2008  | OS1352WBJ4BGH   |
| Opteron 1354   | B3    | 2.2 GHz | 4x 512 KB | 2 MB     | 2 GHz   | 11x   | 1.20      | 75 W | 95 W | AM2+   | Aprile 2008  | OS1354WBJ4BGH   |
| Opteron 1356   | B3    | 2.3 GHz | 4x 512 KB | 2 MB     | 2 GHz   | 11.5x | 1.20      | 75 W | 95 W | AM2+   | Aprile 2008  | OS1356WBJ4BGH   |

### Opteron serie 1300 "Suzuka" (45 nm)
- Tutti i modelli supportano: MMX, SSE, SSE2, SSE3, SSE4a, 3DNow! avanzato, NX bit, AMD64, AMD-V (SVN & Rapid Virtualization Indexing)
- Tutti i modelli supportano DDR3 SDRAM non registrata (unbuffered) PC3-10600 o inferiore
- Tutti i modelli supportano solo configurazioni a singolo processore

| Numero modello       | Step. | Freq.   | Cache L2  | Cache L3 | HT      | Molt. | Voltaggio     | ACP  | TDP   | Socket   | Introduzione   | Numero di serie |
| -------------------- | ----- | ------- | --------- | -------- | ------- | ----- | ------------- | ---- | ----- | -------- | -------------- | --------------- |
| C2                   |       |         |           |          |         |       |               |      |       |          |                |                 |
| Opteron 1381         | C2    | 2.5 GHz | 4x 512 KB | 6 MB     | 2.2 GHz | 12.5x | 1.050 - 1.225 | 75 W | 115 W | AM3      | Giugno 2009    | OS1381WGK4DGI   |
| Opteron 1385         | C2    | 2.7 GHz | 4x 512 KB | 6 MB     | 2.2 GHz | 13.5x | 1.050 - 1.225 | 75 W | 115 W | AM3      | Giugno 2009    | OS1385WGK4DGI   |
| Opteron 1389         | C2    | 2.9 GHz | 4x 512 KB | 6 MB     | 2.2 GHz | 14.5x | 1.050 - 1.225 | 75 W | 115 W | AM3      | Giugno 2009    | OS1389WGK4DGI   |
| C2, energy-efficient |       |         |           |          |         |       |               |      |       |          |                |                 |
| Opteron 13KS EE      | C2    | 2.0 GHz | 4x 512 KB | 6 MB     | 2 GHz   | 10x   | 1.325         |      | 50 W  | Socket F | 22 aprile 2009 | OE13KSFLP4DGIE  |
| Opteron 13QS HE      | C2    | 2.4 GHz | 4x 512 KB | 6 MB     | 2 GHz   | 12x   | 1.325         | 55 W | 71 W  | Socket F | 22 aprile 2009 | OE13QSMAP4DGIE  |

### Opteron serie 2300 "Barcelona" (65 nm)
- Tutti i modelli supportano: MMX, SSE, SSE2, SSE3, SSE4a, 3DNow! avanzato, NX bit, AMD64, AMD-V (SVN & Rapid Virtualization Indexing)
- Tutti i modelli supportano DDR2 SDRAM registrata PC2-5300 o inferiore
- Tutti i modelli supportano configurazioni fino a due processori

| Numero modello               | Step. | Freq.   | Cache L2  | Cache L3 | HT    | Molt. | Voltaggio | ACP   | TDP   | Socket   | Introduzione      | Numero di serie |
| ---------------------------- | ----- | ------- | --------- | -------- | ----- | ----- | --------- | ----- | ----- | -------- | ----------------- | --------------- |
| B1, B2, BA & B3              |       |         |           |          |       |       |           |       |       |          |                   |                 |
| Opteron 2347                 | B1    | 1.9 GHz | 4x 512 KB | 2 MB     | 1 GHz | 9.5x  | 1.2       | 75 W  | 95 W  | Socket F | Agosto 2007       | OS2350WAL4BGC   |
| Opteron 2347                 | B2    | 1.9 GHz | 4x 512 KB | 2 MB     | 1 GHz | 9.5x  | 1.2       | 75 W  | 95 W  | Socket F | Agosto 2007       | OS2350WAL4BGD   |
| Opteron 2347                 | BA    | 1.9 GHz | 4x 512 KB | 2 MB     | 1 GHz | 9.5x  | 1.2       | 75 W  | 95 W  | Socket F | 10 settembre 2007 | OS2350WAL4BGE   |
| Opteron 2347                 | B3    | 1.9 GHz | 4x 512 KB | 2 MB     | 1 GHz | 9.5x  | 1.2       | 75 W  | 95 W  | Socket F | 9 aprile 2008     | OS2350WAL4BGH   |
| Opteron 2350                 | B1    | 2 GHz   | 4x 512 KB | 2 MB     | 1 GHz | 10x   | 1.2       | 75 W  | 95 W  | Socket F | Agosto 2007       | OS2350WAL4BGC   |
| Opteron 2350                 | B2    | 2 GHz   | 4x 512 KB | 2 MB     | 1 GHz | 10x   | 1.2       | 75 W  | 95 W  | Socket F | Agosto 2007       | OS2350WAL4BGD   |
| Opteron 2350                 | BA    | 2 GHz   | 4x 512 KB | 2 MB     | 1 GHz | 10x   | 1.2       | 75 W  | 95 W  | Socket F | 10 settembre 2007 | OS2350WAL4BGE   |
| Opteron 2350                 | B3    | 2 GHz   | 4x 512 KB | 2 MB     | 1 GHz | 10x   | 1.2       | 75 W  | 95 W  | Socket F | 9 aprile 2008     | OS2350WAL4BGH   |
| Opteron 2352                 | B2    | 2.1 GHz | 4x 512 KB | 2 MB     | 1 GHz | 10.5x | 1.2       | 75 W  | 95 W  | Socket F | Agosto 2007       | OS2352WAL4BGD   |
| Opteron 2352                 | B3    | 2.1 GHz | 4x 512 KB | 2 MB     | 1 GHz | 10.5x | 1.2       | 75 W  | 95 W  | Socket F | 9 aprile 2008     | OS2352WAL4BGH   |
| Opteron 2354                 | B2    | 2.2 GHz | 4x 512 KB | 2 MB     | 1 GHz | 11x   | 1.2       | 75 W  | 95 W  | Socket F | Agosto 2007       | OS2354WAL4BGD   |
| Opteron 2354                 | B3    | 2.2 GHz | 4x 512 KB | 2 MB     | 1 GHz | 11x   | 1.2       | 75 W  | 95 W  | Socket F | 9 aprile 2008     | OS2354WAL4BGH   |
| Opteron 2356                 | B2    | 2.3 GHz | 4x 512 KB | 2 MB     | 1 GHz | 11.5x | 1.2       | 75 W  | 95 W  | Socket F | Agosto 2007       | OS2356WAL4BGD   |
| Opteron 2356                 | B3    | 2.3 GHz | 4x 512 KB | 2 MB     | 1 GHz | 11.5x | 1.2       | 75 W  | 95 W  | Socket F | 9 aprile 2008     | OS2356WAL4BGH   |
| Opteron 2358 SE              | B2    | 2.4 GHz | 4x 512 KB | 2 MB     | 1 GHz | 12x   | 1.25      | 105 W | 119 W | Socket F | Agosto 2007       | OS2358YAL4BGD   |
| Opteron 2358 SE              | B3    | 2.4 GHz | 4x 512 KB | 2 MB     | 1 GHz | 12x   | 1.25      | 105 W | 119 W | Socket F | 9 aprile 2008     | OS2358YAL4BGH   |
| Opteron 2360 SE              | B2    | 2.5 GHz | 4x 512 KB | 2 MB     | 1 GHz | 12.5x | 1.25      | 105 W | 119 W | Socket F | Agosto 2007       | OS2360YAL4BGD   |
| Opteron 2360 SE              | B3    | 2.5 GHz | 4x 512 KB | 2 MB     | 1 GHz | 12.5x | 1.25      | 105 W | 119 W | Socket F | 9 aprile 2008     | OS2360YAL4BGH   |
| B1, BA & B3, high-efficiency |       |         |           |          |       |       |           |       |       |          |                   |                 |
| Opteron 2344 HE              | B1    | 1.7 GHz | 4x 512 KB | 2 MB     | 1 GHz | 8.5x  | 1.15      | 55 W  | 68 W  | Socket F | Agosto 2007       | OS2344PAL4BGC   |
| Opteron 2344 HE              | BA    | 1.7 GHz | 4x 512 KB | 2 MB     | 1 GHz | 8.5x  | 1.125     | 55 W  | 68 W  | Socket F | 10 settembre 2007 | OS2344PAL4BGE   |
| Opteron 2344 HE              | B3    | 1.7 GHz | 4x 512 KB | 2 MB     | 1 GHz | 8.5x  | 1.125     | 55 W  | 68 W  | Socket F | 9 aprile 2008     | OS2344PAL4BGH   |
| Opteron 2346 HE              | B1    | 1.8 GHz | 4x 512 KB | 2 MB     | 1 GHz | 9x    | 1.15      | 55 W  | 68 W  | Socket F | Agosto 2007       | OS2346PAL4BGC   |
| Opteron 2346 HE              | BA    | 1.8 GHz | 4x 512 KB | 2 MB     | 1 GHz | 9x    | 1.125     | 55 W  | 68 W  | Socket F | 10 settembre 2007 | OS2346PAL4BGE   |
| Opteron 2346 HE              | B3    | 1.8 GHz | 4x 512 KB | 2 MB     | 1 GHz | 9x    | 1.125     | 55 W  | 68 W  | Socket F | 9 aprile 2008     | OS2346PAL4BGH   |
| Opteron 2347 HE              | BA    | 1.9 GHz | 4x 512 KB | 2 MB     | 1 GHz | 9.5x  | 1.15      | 55 W  | 68 W  | Socket F | 10 settembre 2007 | OS2347PAL4BGE   |
| Opteron 2347 HE              | B3    | 1.9 GHz | 4x 512 KB | 2 MB     | 1 GHz | 9.5x  | 1.125     | 55 W  | 68 W  | Socket F | 9 aprile 2008     | OS2347PAL4BGH   |
| Opteron 2350 HE              | B3    | 2 GHz   | 4x 512 KB | 2 MB     | 1 GHz | 10x   | 1.25      | 55 W  | 79 W  | Socket F | Ottobre 2008      | OS2350PAL4BGH   |

### Opteron serie 2300 "Shanghai" (45 nm)
- Tutti i modelli supportano: MMX, SSE, SSE2, SSE3, SSE4a, 3DNow! avanzato, NX bit, AMD64, AMD-V (SVN & Rapid Virtualization Indexing)
- Tutti i modelli supportano DDR2 SDRAM registrata PC2-6400 o inferiore
- Tutti i modelli supportano configurazioni fino a due processori

| Numero modello       | Step. | Freq.   | Cache L2  | Cache L3 | HT      | Molt. | Voltaggio | ACP   | TDP   | Socket   | Introduzione     | Numero di serie |
| -------------------- | ----- | ------- | --------- | -------- | ------- | ----- | --------- | ----- | ----- | -------- | ---------------- | --------------- |
| C2                   |       |         |           |          |         |       |           |       |       |          |                  |                 |
| Opteron 23VS         | C2    | 2.8 GHz | 4x 512 KB | 6 MB     | 2 GHz   | 14x   | 1.325     | 75 W  | 115 W | Socket F | 22 aprile 2009   | OE23VSWHP4DGIE  |
| Opteron 2376         | C2    | 2.3 GHz | 4x 512 KB | 6 MB     | 1 GHz   | 11.5x | 1.35      | 75 W  | 115 W | Socket F | 13 novembre 2008 | OS2376WAL4DGI   |
| Opteron 2378         | C2    | 2.4 GHz | 4x 512 KB | 6 MB     | 1 GHz   | 12x   | 1.35      | 75 W  | 115 W | Socket F | 13 novembre 2008 | OS2378WAL4DGI   |
| Opteron 2380         | C2    | 2.5 GHz | 4x 512 KB | 6 MB     | 1 GHz   | 12.5x | 1.35      | 75 W  | 115 W | Socket F | 13 novembre 2008 | OS2380WAL4DGI   |
| Opteron 2382         | C2    | 2.6 GHz | 4x 512 KB | 6 MB     | 1 GHz   | 13x   | 1.35      | 75 W  | 115 W | Socket F | 13 novembre 2008 | OS2382WAL4DGI   |
| Opteron 2384         | C2    | 2.7 GHz | 4x 512 KB | 6 MB     | 1 GHz   | 13.5x | 1.35      | 75 W  | 115 W | Socket F | 13 novembre 2008 | OS2384WAL4DGI   |
| Opteron 2386 SE      | C2    | 2.8 GHz | 4x 512 KB | 6 MB     | 1 GHz   | 14x   | 1.325     | 105 W | 137 W | Socket F | 26 gennaio 2009  | OS2386YAL4DGI   |
| Opteron 2387         | C2    | 2.8 GHz | 4x 512 KB | 6 MB     | 2.2 GHz | 14x   | 1.325     | 75 W  | 115 W | Socket F | 22 aprile 2009   | OS2387WHP4DGI   |
| Opteron 2389         | C2    | 2.9 GHz | 4x 512 KB | 6 MB     | 2.2 GHz | 14.5x | 1.325     | 75 W  | 115 W | Socket F | 22 aprile 2009   | OS2389WHP4DGI   |
| Opteron 2393 SE      | C2    | 3.1 GHz | 4x 512 KB | 6 MB     | 2.2 GHz | 15.5x | 1.325     | 105 W | 137 W | Socket F | 22 aprile 2009   | OS2393YCP4DGI   |
| C2, high-efficiency  |       |         |           |          |         |       |           |       |       |          |                  |                 |
| Opteron 23QS HE      | C2    | 2.4 GHz | 4x 512 KB | 6 MB     | 2 GHz   | 12x   | 1.325     | 55 W  | 71 W  | Socket F | 22 aprile 2009   | OE23QSMAP4DGIE  |
| Opteron 2372 HE      | C2    | 2.1 GHz | 4x 512 KB | 6 MB     | 1 GHz   | 10.5x | 1.2       | 55 W  | 79 W  | Socket F | 26 gennaio 2009  | OS2372PAL4DGI   |
| Opteron 2374 HE      | C2    | 2.2 GHz | 4x 512 KB | 6 MB     | 1 GHz   | 11x   | 1.2       | 55 W  | 79 W  | Socket F | 26 gennaio 2009  | OS2374PAL4DGI   |
| Opteron 2376 HE      | C2    | 2.3 GHz | 4x 512 KB | 6 MB     | 1 GHz   | 11.5x | 1.2       | 55 W  | 79 W  | Socket F | 26 gennaio 2009  | OS2376PAL4DGI   |
| Opteron 2379 HE      | C2    | 2.4 GHz | 4x 512 KB | 6 MB     | 2 GHz   | 12x   | 1.325     | 55 W  | 79 W  | Socket F | 22 aprile 2009   | OS2379PCP4DGI   |
| Opteron 2381 HE      | C2    | 2.5 GHz | 4x 512 KB | 6 MB     | 2 GHz   | 12.5x | 1.325     | 55 W  | 79 W  | Socket F | 22 aprile 2009   | OS2381PCP4DGI   |
| C2, energy-efficient |       |         |           |          |         |       |           |       |       |          |                  |                 |
| Opteron 23KS EE      | C2    | 2.0 GHz | 4x 512 KB | 6 MB     | 2 GHz   | 10x   | 1.325     |       | 50 W  | Socket F | 22 aprile 2009   | OE23KSFLP4DGIE  |
| Opteron 2373 EE      | C2    | 2.1 GHz | 4x 512 KB | 6 MB     | 2 GHz   | 10.5x | 1.1       | 40 W  | 60 W  | Socket F | 22 aprile 2009   | OS2373NAP4DGI   |
| Opteron 2377 EE      | C2    | 2.3 GHz | 4x 512 KB | 6 MB     | 2 GHz   | 11.5x | 1.1       | 40 W  | 60 W  | Socket F | 22 aprile 2009   | OS2377NAP4DGI   |

### Opteron serie 4100 "Lisbon" (45 nm)
- Tutti i modelli supportano: MMX, SSE, SSE2, SSE3, SSE4a, 3DNow! avanzato, NX bit, AMD64, Cool'n'Quiet, AMD-V
- Tutti i modelli supportano configurazioni fino a due processori
- Memoria supportata: fino a 4 DIMM per socket
- Controller di memoria: due canali di memoria UDDR3 (unbuffered DDR3)/RDDR3 Pc3-10667 o inferiore

| Numero modello      | Step. | Freq.   | Cache L2  | Cache L3 | HT      | Molt. | Voltaggio | ACP  | TDP  | Socket     | Introduzione   | Numero di serie |
| ------------------- | ----- | ------- | --------- | -------- | ------- | ----- | --------- | ---- | ---- | ---------- | -------------- | --------------- |
| D0                  |       |         |           |          |         |       |           |      |      |            |                |                 |
| Opteron 4122        | D0    | 2.2 GHz | 4x 512 KB | 6 MB     | 3.2 GHz | 11x   | 1.3125    | 75 W | 95 W | Socket C32 | 23 giugno 2010 | OS4122WLU4DGN   |
| Opteron 4130        | D0    | 2.6 GHz | 4x 512 KB | 6 MB     | 3.2 GHz | 13x   | 1.3125    | 75 W | 95 W | Socket C32 | 23 giugno 2010 | OS4130WLU4DGN   |
| D0, high-efficiency |       |         |           |          |         |       |           |      |      |            |                |                 |
| Opteron 41LE HE     | D0    | 2.3 GHz | 6x 512 KB | 6 MB     | 2.2 GHz | 11.5x | 1.1875    | 50 W | 65 W | Socket C32 | 23 giugno 2010 | OE41LEOHU4DGOE  |
| Opteron 41QS HE     | D0    | 2.5 GHz | 6x 512 KB | 6 MB     | 2.2 GHz | 12.5x | 1.1875    | 50 W | 65 W | Socket C32 | 23 giugno 2010 | OE41QSOHU4DGOE  |

### Opteron serie 8300 "Barcelona" (65 nm)
- Tutti i modelli supportano: MMX, SSE, SSE2, SSE3, SSE4a, 3DNow! avanzato, NX bit, AMD64, AMD-V (SVN & Rapid Virtualization Indexing)
- Tutti i modelli supportano DDR2 SDRAM registrata PC2-5300 o inferiore
- Tutti i modelli supportano configurazioni fino a otto processori

| Numero modello                   | Step. | Freq.   | Cache L2  | Cache L3 | HT    | Molt. | Voltaggio | ACP   | TDP   | Socket   | Introduzione      | Numero di serie |
| -------------------------------- | ----- | ------- | --------- | -------- | ----- | ----- | --------- | ----- | ----- | -------- | ----------------- | --------------- |
| B1, B2, BA & B3                  |       |         |           |          |       |       |           |       |       |          |                   |                 |
| Opteron 8347                     | B1    | 1.9 GHz | 4x 512 KB | 2 MB     | 1 GHz | 9.5x  | 1.2       | 75 W  | 95 W  | Socket F | Agosto 2007       | OS8347WAL4BGC   |
| Opteron 8347                     | BA    | 1.9 GHz | 4x 512 KB | 2 MB     | 1 GHz | 9.5x  | 1.2       | 75 W  | 95 W  | Socket F | 10 settembre 2007 | OS8347WAL4BGE   |
| Opteron 8350                     | B1    | 2 GHz   | 4x 512 KB | 2 MB     | 1 GHz | 10x   | 1.2       | 75 W  | 95 W  | Socket F | Agosto 2007       | OS8350WAL4BGC   |
| Opteron 8350                     | B2    | 2 GHz   | 4x 512 KB | 2 MB     | 1 GHz | 10x   | 1.2       | 75 W  | 95 W  | Socket F | Agosto 2007       | OS8350WAL4BGD   |
| Opteron 8350                     | BA    | 2 GHz   | 4x 512 KB | 2 MB     | 1 GHz | 10x   | 1.2       | 75 W  | 95 W  | Socket F | 10 settembre 2007 | OS8350WAL4BGE   |
| Opteron 8350                     | B3    | 2 GHz   | 4x 512 KB | 2 MB     | 1 GHz | 10x   | 1.2       | 75 W  | 95 W  | Socket F | 9 aprile 2008     | OS8350WAL4BGH   |
| Opteron 8352                     | B2    | 2.1 GHz | 4x 512 KB | 2 MB     | 1 GHz | 10.5x | 1.2       | 75 W  | 95 W  | Socket F | Agosto 2007       | OS8350WAL4BGC   |
| Opteron 8352                     | B3    | 2.1 GHz | 4x 512 KB | 2 MB     | 1 GHz | 10.5x | 1.2       | 75 W  | 95 W  | Socket F | 9 aprile 2008     | OS8350WAL4BGD   |
| Opteron 8354                     | B2    | 2.2 GHz | 4x 512 KB | 2 MB     | 1 GHz | 11x   | 1.2       | 75 W  | 95 W  | Socket F | Agosto 2007       | OS8354WAL4BGD   |
| Opteron 8354                     | B3    | 2.2 GHz | 4x 512 KB | 2 MB     | 1 GHz | 11x   | 1.2       | 75 W  | 95 W  | Socket F | 9 aprile 2008     | OS8354WAL4BGH   |
| Opteron 8356                     | B2    | 2.3 GHz | 4x 512 KB | 2 MB     | 1 GHz | 11.5x | 1.2       | 75 W  | 95 W  | Socket F | Agosto 2007       | OS8356WAL4BGD   |
| Opteron 8356                     | B3    | 2.3 GHz | 4x 512 KB | 2 MB     | 1 GHz | 11.5x | 1.2       | 75 W  | 95 W  | Socket F | 9 aprile 2008     | OS8356WAL4BGH   |
| Opteron 8358 SE                  | B2    | 2.4 GHz | 4x 512 KB | 2 MB     | 1 GHz | 12x   | 1.25      | 105 W | 119 W | Socket F | Agosto 2007       | OS8358YAL4BGD   |
| Opteron 8358 SE                  | B3    | 2.4 GHz | 4x 512 KB | 2 MB     | 1 GHz | 12x   | 1.25      | 105 W | 119 W | Socket F | 9 aprile 2008     | OS8358YAL4BGH   |
| Opteron 8360 SE                  | B2    | 2.5 GHz | 4x 512 KB | 2 MB     | 1 GHz | 12.5x | 1.25      | 105 W | 119 W | Socket F | Agosto 2007       | OS8360YAL4BGD   |
| Opteron 8360 SE                  | B3    | 2.5 GHz | 4x 512 KB | 2 MB     | 1 GHz | 12.5x | 1.25      | 105 W | 119 W | Socket F | 9 aprile 2008     | OS8360YAL4BGH   |
| B1, B2, BA & B3, high-efficiency |       |         |           |          |       |       |           |       |       |          |                   |                 |
| Opteron 8346 HE                  | B1    | 1.8 GHz | 4x 512 KB | 2 MB     | 1 GHz | 9x    | 1.15      | 55 W  | 79 W  | Socket F | Agosto 2007       | OS8346PAL4BGC   |
| Opteron 8346 HE                  | B2    | 1.8 GHz | 4x 512 KB | 2 MB     | 1 GHz | 9x    | 1.15      | 55 W  | 79 W  | Socket F | Agosto 2007       | OS8346PAL4BGD   |
| Opteron 8346 HE                  | BA    | 1.8 GHz | 4x 512 KB | 2 MB     | 1 GHz | 9x    | 1.15      | 55 W  | 79 W  | Socket F | 10 settembre 2007 | OS8346PAL4BGE   |
| Opteron 8346 HE                  | B3    | 1.8 GHz | 4x 512 KB | 2 MB     | 1 GHz | 9x    | 1.125     | 55 W  | 79 W  | Socket F | Maggio 2008       | OS8346PAL4BGH   |
| Opteron 8347 HE                  | B2    | 1.9 GHz | 4x 512 KB | 2 MB     | 1 GHz | 9.5x  | 1.15      | 55 W  | 79 W  | Socket F | Agosto 2007       | OS8347PAL4BGD   |
| Opteron 8347 HE                  | BA    | 1.9 GHz | 4x 512 KB | 2 MB     | 1 GHz | 9.5x  | 1.15      | 55 W  | 79 W  | Socket F | 10 settembre 2007 | OS8347PAL4BGE   |
| Opteron 8347 HE                  | B3    | 1.9 GHz | 4x 512 KB | 2 MB     | 1 GHz | 9.5x  | 1.125     | 55 W  | 79 W  | Socket F | Maggio 2008       | OS8347PAL4BGH   |
| Opteron 8350 HE                  | B3    | 2 GHz   | 4x 512 KB | 2 MB     | 1 GHz | 10x   | 1.125     | 55 W  | 79 W  | Socket F | Ottobre 2008      | OS8350PAL4BGH   |

### Opteron serie 8300 "Shanghai" (45 nm)
- Tutti i modelli supportano: MMX, SSE, SSE2, SSE3, SSE4a, 3DNow! avanzato, NX bit, AMD64, AMD-V (SVN & Rapid Virtualization Indexing)
- Tutti i modelli supportano DDR2 SDRAM registrata PC2-6400 o inferiore
- Tutti i modelli supportano configurazioni fino a otto processori

| Numero modello      | Step. | Freq.   | Cache L2  | Cache L3 | HT      | Molt. | Voltaggio | ACP   | TDP   | Socket   | Introduzione     | Numero di serie |
| ------------------- | ----- | ------- | --------- | -------- | ------- | ----- | --------- | ----- | ----- | -------- | ---------------- | --------------- |
| C2                  |       |         |           |          |         |       |           |       |       |          |                  |                 |
| Opteron 83VS        | C2    | 2.8 GHz | 4x 512 KB | 6 MB     | 2 GHz   | 14x   | 1.325     | 75 W  | 115 W | Socket F | 22 aprile 2009   | OE83VSWHP4DGIE  |
| Opteron 8378        | C2    | 2.4 GHz | 4x 512 KB | 6 MB     | 1 GHz   | 12x   | 1.35      | 75 W  | 115 W | Socket F | 13 novembre 2008 | OS8378WAL4DGI   |
| Opteron 8380        | C2    | 2.5 GHz | 4x 512 KB | 6 MB     | 1 GHz   | 12.5x | 1.35      | 75 W  | 115 W | Socket F | 13 novembre 2008 | OS8380WAL4DGI   |
| Opteron 8382        | C2    | 2.6 GHz | 4x 512 KB | 6 MB     | 1 GHz   | 13x   | 1.35      | 75 W  | 115 W | Socket F | 13 novembre 2008 | OS8382WAL4DGI   |
| Opteron 8384        | C2    | 2.7 GHz | 4x 512 KB | 6 MB     | 1 GHz   | 13.5x | 1.35      | 75 W  | 115 W | Socket F | 13 novembre 2008 | OS8384WAL4DGI   |
| Opteron 8386 SE     | C2    | 2.8 GHz | 4x 512 KB | 6 MB     | 1 GHz   | 14x   | 1.325     | 105 W | 137 W | Socket F | 26 gennaio 2009  | OS8386YAL4DGI   |
| Opteron 8387        | C2    | 2.8 GHz | 4x 512 KB | 6 MB     | 2.2 GHz | 14x   | 1.325     | 75 W  | 115 W | Socket F | 22 aprile 2009   | OS8387WHP4DGI   |
| Opteron 8389        | C2    | 2.9 GHz | 4x 512 KB | 6 MB     | 2.2 GHz | 14.5x | 1.325     | 75 W  | 115 W | Socket F | 22 aprile 2009   | OS8389WHP4DGI   |
| Opteron 8393 SE     | C2    | 3.1 GHz | 4x 512 KB | 6 MB     | 2.2 GHz | 15.5x | 1.325     | 105 W | 137 W | Socket F | 22 aprile 2009   | OS8393YCP4DGI   |
| C2, high-efficiency |       |         |           |          |         |       |           |       |       |          |                  |                 |
| Opteron 83QS HE     | C2    | 2.4 GHz | 4x 512 KB | 6 MB     | 2 GHz   | 12x   | 1.325     | 55 W  | 71 W  | Socket F | 22 aprile 2009   | OE83QSMAP4DGIE  |
| Opteron 8374 HE     | C2    | 2.2 GHz | 4x 512 KB | 6 MB     | 1 GHz   | 11x   | 1.2       | 55 W  | 79 W  | Socket F | 26 gennaio 2009  | OS8374PAL4DGI   |
| Opteron 8376 HE     | C2    | 2.3 GHz | 4x 512 KB | 6 MB     | 1 GHz   | 11.5x | 1.2       | 55 W  | 79 W  | Socket F | 26 gennaio 2009  | OS8376PAL4DGI   |
| Opteron 8379 HE     | C2    | 2.4 GHz | 4x 512 KB | 6 MB     | 2 GHz   | 12x   | 1.325     | 55 W  | 79 W  | Socket F | 22 aprile 2009   | OS8379PCP4DGI   |
| Opteron 8381 HE     | C2    | 2.5 GHz | 4x 512 KB | 6 MB     | 2 GHz   | 12.5x | 1.325     | 55 W  | 79 W  | Socket F | 22 aprile 2009   | OS8381PCP4DGI   |

## Processori a sei core

### Opteron serie 2400 "Istanbul" (45 nm)
- Tutti i modelli supportano: MMX, SSE, SSE2, SSE3, SSE4a, 3DNow! avanzato, NX bit, AMD64, AMD-V (SVN & Rapid Virtualization Indexing), HT-Assist
- Tutti i modelli supportano DDR2 SDRAM registrata PC2-6400 o inferiore
- Tutti i modelli supportano configurazioni fino a due processori

| Numero modello       | Step. | Freq.   | Cache L2  | Cache L3 | HT      | Molt. | Voltaggio | ACP   | TDP   | Socket   | Introduzione   | Numero di serie |
| -------------------- | ----- | ------- | --------- | -------- | ------- | ----- | --------- | ----- | ----- | -------- | -------------- | --------------- |
| D0                   |       |         |           |          |         |       |           |       |       |          |                |                 |
| Opteron 2427         | D0    | 2.2 GHz | 6x 512 KB | 6 MB     | 2.4 GHz | 11x   | 1.3       | 75 W  | 115 W | Socket F | 2 giugno 2009  | OS2427WJS6DGN   |
| Opteron 2431         | D0    | 2.4 GHz | 6x 512 KB | 6 MB     | 2.4 GHz | 12x   | 1.3       | 75 W  | 115 W | Socket F | 2 giugno 2009  | OS2431WJS6DGN   |
| Opteron 2435         | D0    | 2.6 GHz | 6x 512 KB | 6 MB     | 2.4 GHz | 13x   | 1.3       | 75 W  | 115 W | Socket F | 2 giugno 2009  | OS2435WJS6DGN   |
| Opteron 2439 SE      | D0    | 2.8 GHz | 6x 512 KB | 6 MB     | 2.4 GHz | 14x   | 1.3       | 105 W | 137 W | Socket F | 12 luglio 2009 | OS2439YDS6DGN   |
| D0, high-efficiency  |       |         |           |          |         |       |           |       |       |          |                |                 |
| Opteron 2423 HE      | D0    | 2 GHz   | 6x 512 KB | 6 MB     | 2.4 GHz | 10x   | 1.3       | 55 W  | 79 W  | Socket F | 12 luglio 2009 | OS2423PDS6DGN   |
| Opteron 2425 HE      | D0    | 2.1 GHz | 6x 512 KB | 6 MB     | 2.4 GHz | 10.5x | 1.3       | 55 W  | 79 W  | Socket F | 12 luglio 2009 | OS2425PDS6DGN   |
| D0, energy-efficient |       |         |           |          |         |       |           |       |       |          |                |                 |
| Opteron 2419 EE      | D0    | 1.8 GHz | 6x 512 KB | 6 MB     | 2.4 GHz | 9x    | 1.125     | 40 W  | 60 W  | Socket F | 31 agosto 2009 | OS2419NBS6DGN   |

### Opteron serie 4100 "Lisbon" (45 nm)
- Tutti i modelli supportano: MMX, SSE, SSE2, SSE3, SSE4a, 3DNow! avanzato, NX bit, AMD64, Cool'n'Quiet, AMD-V
- Tutti i modelli supportano configurazioni fino a due processori
- Memoria supportata: fino a 4 DIMM per socket
- Controller di memoria: due canali di memoria UDDR3 (unbuffered DDR3)/RDDR3 Pc3-10667 o inferiore

| Numero modello       | Step. | Freq.   | Cache L2  | Cache L3 | HT      | Molt. | Voltaggio | ACP  | TDP  | Socket     | Introduzione   | Numero di serie |
| -------------------- | ----- | ------- | --------- | -------- | ------- | ----- | --------- | ---- | ---- | ---------- | -------------- | --------------- |
| D1                   |       |         |           |          |         |       |           |      |      |            |                |                 |
| Opteron 4180         | D1    | 2.6 GHz | 6x 512 KB | 6 MB     | 3.2 GHz | 13x   | 1.35      | 75 W | 95 W | Socket C32 | 23 giugno 2010 | OS4180WLU6DGO   |
| Opteron 4184         | D1    | 2.8 GHz | 6x 512 KB | 6 MB     | 3.2 GHz | 14x   | 1.35      | 75 W | 95 W | Socket C32 | 23 giugno 2010 | OS4184WLU6DGO   |
| D1, high-efficiency  |       |         |           |          |         |       |           |      |      |            |                |                 |
| Opteron 41KX HE      | D1    | 2.2 GHz | 6x 512 KB | 6 MB     | 2.2 GHz | 11x   | 1.1875    | 50 W | 65 W | Socket C32 | 23 giugno 2010 | OE41KXOHU6DGOE  |
| Opteron 4170 HE      | D1    | 2.1 GHz | 6x 512 KB | 6 MB     | 3.2 GHz | 10.5x | 1.1875    | 50 W | 65 W | Socket C32 | 23 giugno 2010 | OS4170OFU6DGO   |
| Opteron 4174 HE      | D1    | 2.3 GHz | 6x 512 KB | 6 MB     | 3.2 GHz | 11.5x | 1.1875    | 50 W | 65 W | Socket C32 | 23 giugno 2010 | OS4174OFU6DGO   |
| Opteron 4176 HE      | D1    | 2.4 GHz | 6x 512 KB | 6 MB     | 3.2 GHz | 12x   | 1.1875    | 50 W | 65 W | Socket C32 | 23 giugno 2010 | OS4176OFU6DGO   |
| D1, energy-efficient |       |         |           |          |         |       |           |      |      |            |                |                 |
| Opteron 41GL EE      | D1    | 1.8 GHz | 6x 512 KB | 6 MB     | 2.2 GHz | 9x    | 0.9625    | 32 W | 40 W | Socket C32 | 23 giugno 2010 | OE41GLHKU6DGOE  |
| Opteron 4162 EE      | D1    | 1.7 GHz | 6x 512 KB | 6 MB     | 3.2 GHz | 8.5x  | 0.9625    | 32 W | 35 W | Socket C32 | 23 giugno 2010 | OS4162HJU6DGO   |
| Opteron 4164 EE      | D1    | 1.8 GHz | 6x 512 KB | 6 MB     | 3.2 GHz | 9x    | 0.9625    | 32 W | 35 W | Socket C32 | 23 giugno 2010 | OS4164HJU6DGO   |

### Opteron serie 8400 "Istanbul" (45 nm)
- Tutti i modelli supportano: MMX, SSE, SSE2, SSE3, SSE4a, 3DNow! avanzato, NX bit, AMD64, AMD-V (SVN & Rapid Virtualization Indexing), HT-Assist
- Tutti i modelli supportano DDR2 SDRAM registrata PC2-6400 o inferiore
- Tutti i modelli supportano configurazioni fino a otto processori

| Numero modello      | Step. | Freq.   | Cache L2  | Cache L3 | HT      | Molt. | Voltaggio | ACP   | TDP   | Socket   | Introduzione   | Numero di serie |
| ------------------- | ----- | ------- | --------- | -------- | ------- | ----- | --------- | ----- | ----- | -------- | -------------- | --------------- |
| D0                  |       |         |           |          |         |       |           |       |       |          |                |                 |
| Opteron 8431        | D0    | 2.4 GHz | 6x 512 KB | 6 MB     | 2.4 GHz | 12x   | 1.3       | 75 W  | 115 W | Socket F | 2 giugno 2009  | OS8431WJS6DGN   |
| Opteron 8435        | D0    | 2.6 GHz | 6x 512 KB | 6 MB     | 2.4 GHz | 13x   | 1.3       | 75 W  | 115 W | Socket F | 2 giugno 2009  | OS8435WJS6DGN   |
| Opteron 8439 SE     | D0    | 2.8 GHz | 6x 512 KB | 6 MB     | 2.4 GHz | 14x   | 1.3       | 105 W | 137 W | Socket F | 12 luglio 2009 | OS8439YDS6DGN   |
| D0, high-efficiency |       |         |           |          |         |       |           |       |       |          |                |                 |
| Opteron 8425 HE     | D0    | 2.1 GHz | 6x 512 KB | 6 MB     | 2.4 GHz | 10.5x | 1.3       | 55 W  | 79 W  | Socket F | 12 luglio 2009 | OS8425PDS6DGN   |

## Processori a otto core

### Opteron serie 6100 "Magny-Cours" (45 nm)
- Tutti i modelli supportano: MMX, SSE, SSE2, SSE3, SSE4a, 3DNow! avanzato, NX bit, AMD64, Cool'n'Quiet, AMD-V (SVN & Rapid Virtualization Indexing), HT-Assist
- Tutti i modelli supportano configurazioni a due o quattro processori[8]
- Memoria supportata: fino a 12 DIMM per socket[8]
- Controller di memoria: quattro canali di memoria UDDR3 (unbuffered DDR3)/RDDR3 Pc3-10667 o inferiore[8]
- I modelli Magny-Cours dispongono di 12 MB di cache L3 (2x6 MB) ma solo 10 MB sono visibili in quanto la tecnologia HT Assist utilizza 2 MB come directory cache

| Numero modello      | Step. | Freq.   | Cache L2  | Cache L3 | HT      | Molt. | Voltaggio | ACP  | TDP   | Socket     | Introduzione     | Numero di serie |
| ------------------- | ----- | ------- | --------- | -------- | ------- | ----- | --------- | ---- | ----- | ---------- | ---------------- | --------------- |
| D1                  |       |         |           |          |         |       |           |      |       |            |                  |                 |
| Opteron 61KS        | D1    | 2.0 GHz | 8x 512 KB | 2x 6 MB  | 3.2 GHz | 10x   | 1.3       | 80 W | 115 W | Socket G34 | 29 marzo 2010    | OE61KSWKT8EGO   |
| Opteron 61QS        | D1    | 2.3 GHz | 8x 512 KB | 2x 6 MB  | 3.2 GHz | 11.5x | 1.3       | 80 W | 115 W | Socket G34 | 29 marzo 2010    | OE61QSWKT8EGO   |
| Opteron 6128        | D1    | 2.0 GHz | 8x 512 KB | 2x 6 MB  | 3.2 GHz | 10x   | 1.3       | 80 W | 115 W | Socket G34 | 29 marzo 2010    | OS6128WKT8EGO   |
| Opteron 6134        | D1    | 2.3 GHz | 8x 512 KB | 2x 6 MB  | 3.2 GHz | 11.5x | 1.3       | 80 W | 115 W | Socket G34 | 29 marzo 2010    | OS6134WKT8EGO   |
| Opteron 6136        | D1    | 2.4 GHz | 8x 512 KB | 2x 6 MB  | 3.2 GHz | 12x   | 1.3       | 80 W | 115 W | Socket G34 | 29 marzo 2010    | OS6136WKT8EGO   |
| Opteron 6140        | D1    | 2.6 GHz | 8x 512 KB | 2x 6 MB  | 3.2 GHz | 13x   | 1.3       | 80 W | 115 W | Socket G34 | 14 febbraio 2011 | OS6140WKT8EGO   |
| D1, high-efficiency |       |         |           |          |         |       |           |      |       |            |                  |                 |
| Opteron 6124 HE     | D1    | 1.8 GHz | 8x 512 KB | 2x 6 MB  | 3.2 GHz | 9x    | 1.2       | 65 W | 85 W  | Socket G34 | 29 marzo 2010    | OS6124VAT8EGO   |
| Opteron 6128 HE     | D1    | 2.0 GHz | 8x 512 KB | 2x 6 MB  | 3.2 GHz | 10x   | 1.2       | 65 W | 85 W  | Socket G34 | 29 marzo 2010    | OS6128VAT8EGO   |
| Opteron 6132 HE     | D1    | 2.2 GHz | 8x 512 KB | 2x 6 MB  | 3.2 GHz | 11x   | 1.2       | 65 W | 85 W  | Socket G34 | 14 febbraio 2011 | OS6132VAT8EGO   |

## Processori a dodici core

### Opteron serie 6100 "Magny-Cours" (45 nm)
- Tutti i modelli supportano: MMX, SSE, SSE2, SSE3, SSE4a, 3DNow! avanzato, NX bit, AMD64, Cool'n'Quiet, AMD-V (SVN & Rapid Virtualization Indexing), HT-Assist
- Tutti i modelli supportano configurazioni a due o quattro processori[8]
- Memoria supportata: fino a 12 DIMM per socket[8]
- Controller di memoria: quattro canali di memoria UDDR3 (unbuffered DDR3)/RDDR3 Pc3-10667 o inferiore[8]
- I modelli Magny-Cours dispongono di 12 MB di cache L3 (2x6 MB) ma solo 10 MB sono visibili in quanto la tecnologia HT Assist utilizza 2 MB come directory cache

| Numero modello      | Step. | Freq.   | Cache L2   | Cache L3 | HT      | Molt. | Voltaggio | ACP   | TDP   | Socket     | Introduzione     | Numero di serie |
| ------------------- | ----- | ------- | ---------- | -------- | ------- | ----- | --------- | ----- | ----- | ---------- | ---------------- | --------------- |
| D1                  |       |         |            |          |         |       |           |       |       |            |                  |                 |
| Opteron 6168        | D1    | 1.9 GHz | 12x 512 KB | 2x 6 MB  | 3.2 GHz | 9.5x  | 1.1875    | 80 W  | 115 W | Socket G34 | 29 marzo 2010    | OS6168WKTCEGO   |
| Opteron 6172        | D1    | 2.1 GHz | 12x 512 KB | 2x 6 MB  | 3.2 GHz | 10.5x | 1.1875    | 80 W  | 115 W | Socket G34 | 29 marzo 2010    | OS6172WKTCEGO   |
| Opteron 6174        | D1    | 2.2 GHz | 12x 512 KB | 2x 6 MB  | 3.2 GHz | 11x   | 1.1875    | 80 W  | 115 W | Socket G34 | 29 marzo 2010    | OS6174WKTCEGO   |
| Opteron 6176        | D1    | 2.3 GHz | 12x 512 KB | 2x 6 MB  | 3.2 GHz | 11.5x | 1.1875    | 80 W  | 115 W | Socket G34 | 14 febbraio 2011 | OS6176WKTCEGO   |
| Opteron 6176 SE     | D1    | 2.3 GHz | 12x 512 KB | 2x 6 MB  | 3.2 GHz | 11.5x | 1.25      | 105 W | 140 W | Socket G34 | 29 marzo 2010    | OS6176YETCEGO   |
| Opteron 6180 SE     | D1    | 2.5 GHz | 12x 512 KB | 2x 6 MB  | 3.2 GHz | 12.5x | 1.25      | 105 W | 140 W | Socket G34 | 14 febbraio 2011 | OS6180YETCEGO   |
| D1, high-efficiency |       |         |            |          |         |       |           |       |       |            |                  |                 |
| Opteron 6164 HE     | D1    | 1.7 GHz | 12x 512 KB | 2x 6 MB  | 3.2 GHz | 8.5x  | 1.075     | 65 W  | 85 W  | Socket G34 | 29 marzo 2010    | OS6164VATCEGO   |
| Opteron 6166 HE     | D1    | 1.8 GHz | 12x 512 KB | 2x 6 MB  | 3.2 GHz | 9x    | 1.075     | 65 W  | 85 W  | Socket G34 | 14 febbraio 2011 | OS6166VATCEGO   |